# The Peninsula New York
O The Peninsula New York, é um hotel de luxo localizado na esquina da Quinta avenida com a rua 55, em Manhattan, Nova York. O hotel faz parte do Península Hotel Group, cuja  sede está localizada em Hong Kong e pertence ao operador The Hongkong and Shanghai Hotels, Limited. O valor da negociação de venda realizada em 1988 foi de U$ 127 milhões. O The Peninsula New York recebeu prêmios importantes por treze anos consecutivos e foi eleito como um dos melhores hotéis do mundo pela revista Travel + Leisure.

## História
O hotel foi construído em 1905 e era originalmente chamado de Gotham Hotel. Ele foi projetado em estilo neo-clássico. Em 1908 entrou em falência, em parte porque não poderia adquirir uma licença de funcionamento, uma vez que estava muito perto da Igreja Presbiteriana da Quinta Avenida e também porque estava sendo ofuscado por hotéis mais luxuosos, como o Plaza Hotel, que ficava a poucos quarteirões ao norte.

## Características
O hotel oferece um serviço de limousine para os três principais aeroportos da cidade; Aeroporto Internacional John F. Kennedy, Aeroporto Internacional de Newark e Aeroporto LaGuardia. O cliente pode fazer uma escolha entre a limousine e um Mini Clubman.
As seis salas de eventos têm uma área total de 1066 m2. O hotel possui ainda três restaurantes.

## Na cultura popular
- No filme de 1969 Midnight Cowboy, o The Peninsula New York é usado como cenário para o 'Berkely Hotel' da história, antes de sua renovação em 1979.[5]